# Daisuke Ito
Daisuke Ito (伊藤 大介 Ito Daisuke?, nacido el 18 de abril de 1987 en Chiba) es un futbolista japonés que se desempeña como centrocampista.

## Trayectoria

### Clubes
| Club             | País  | Año         |
| ---------------- | ----- | ----------- |
| JEF United Chiba | Japón | 2010 - 2013 |
| Oita Trinita     | Japón | 2014        |
| Fagiano Okayama  | Japón | 2015 -      |

## Estadística de carrera

### J. League
| Club             | Año   | J. League | J. League | Copa J. League | Copa J. League | Total | Total |
| Club             | Año   | Part.     | Goles     | Part.          | Goles          | Part. | Goles |
| ---------------- | ----- | --------- | --------- | -------------- | -------------- | ----- | ----- |
| JEF United Chiba | 2010  | 11        | 0         | -              | -              | 11    | 0     |
| JEF United Chiba | 2011  | 24        | 2         | -              | -              | 24    | 2     |
| JEF United Chiba | 2012  | 25        | 2         | -              | -              | 25    | 2     |
| JEF United Chiba | 2013  | 23        | 1         | -              | -              | 23    | 1     |
| Oita Trinita     | 2014  | 40        | 6         | -              | -              | 40    | 6     |
| Fagiano Okayama  | 2015  | 35        | 4         | -              | -              | 35    | 4     |
| Fagiano Okayama  | 2016  | 42        | 5         | -              | -              | 42    | 5     |
| Fagiano Okayama  | 2017  | 24        | 1         | -              | -              | 24    | 1     |
| Total            | Total | 224       | 21        | 0              | 0              | 224   | 21    |